# Toer uden styrmand
Toer uden styrmand (ofte forkortet 2-) er en kaproningsbåd, som roes af to personer med én åre hver, i modsætning til en dobbeltsculler, hvor hver roer har to årer. Båden er ca. 9,5 meter lang, og klassen er på OL-programmet både for mænd og kvinder.
Første gang toer uden styrmand blev roet i OL-sammenhæng var ved OL 1904 i St. Louis.